# Ross Edgley
Ross Edgley (ur. 13 października 1985) – poszukiwacz przygód; jako pierwszy człowiek opłynął Wielką Brytanię. Przepłynął ok. 2000 mil przez 157 dni. World Open Water Swimming Association ogłosiło, że dostaje tytuł The World's Longest Sea Swim in 2018.
Jego podróż została udokumentowana jako cotygodniowy serial internetowy Ross Edgley's Great British Swim, wyprodukowany przez Red Bulla.

## Życie osobiste

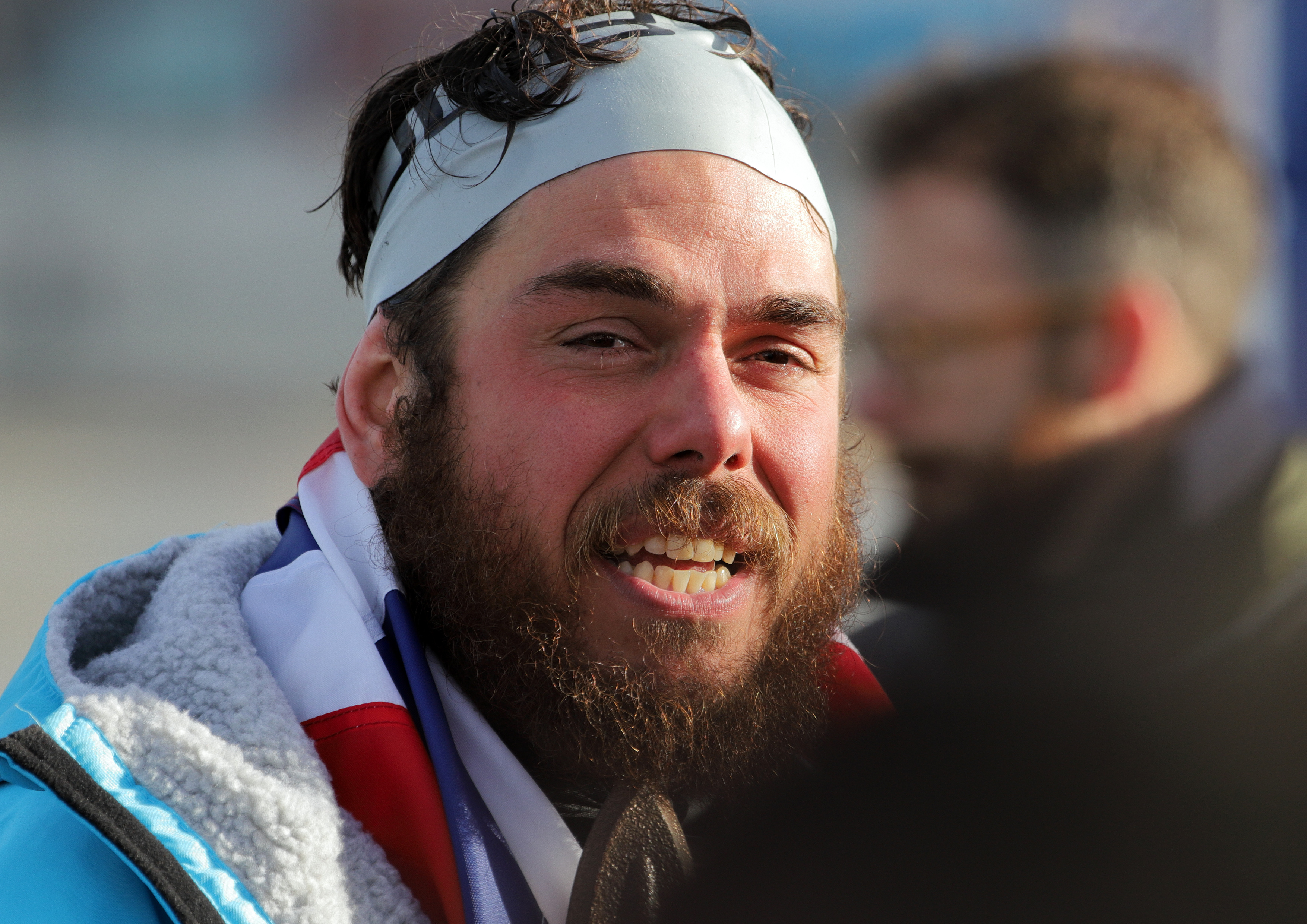
Ross Edgley ukończył Great British Swim w Margate 4 listopada 2018 r.

Urodził się w sportowej rodzinie (jego ojciec był trenerem tenisa, matka sprinterką, a dziadkowie maratończykami i wojskowymi), ukończył Szkołę Sportu i Ćwiczeń Loughborough University.